# Liga B (mannenvolleybal)
De Nationale 1 (vroeger Liga B) is de op een na hoogste klasse in het Belgische herenvolleybal. Er nemen veertien teams deel aan de competitie. De inrichtende macht is de Koninklijk Belgisch Volleybalverbond (KBVV).

## Huidige clubs
De clubs uit de Nationale 1 zijn:
- Axis Guibertin
- BVMV Volley Noorderkempen
- Mendo Booischot
- Amigos-Van Pelt Sint-Antonius-Zoersel
- BW Nivelles
- Hellvoc Hemiksem-Schelle
- Feniks Haacht
- VC Zoersel
- VC Puurs - Sint-Amands
- Topsport school Vilvoorde
- Herve-Mortroux-Thimister
- Interfreight Brabo Antwerp VT

Speelden vroeger ook in de Liga B:
- VC Global Wineries Kapellen
- BVMV Focus Vosselaar
- VC Wara Genk
- VC Gembloux
- VC Walhain
- V.C. Herenthout[2]

## Kampioentitels
De volgende mannen teams waren kampioen in het seizoen:
- 2010-2011: PNV Waasland
- 2011-2012: VT Optima Lendelede[3]
- 2012-2013: VDK Gent
- 2013-2014: VH Leuven
- 2014-2015: Gea Happel Amigos Zoersel
- 2015-2016: Avoc Achel
- 2016-2017: Avoc Achel
- 2017-2018: Avoc Achel
- 2018-2019: BW Nivelles
- 2019-2020: Seizoen stilgelegd door COVID-19.
- 2020-2021: Seizoen stilgelegd door COVID-19.
- 2021-2022: Axis Guibertin
- 2022-2023: VT Marke-Webis Wevelgem
- 2023-2024: VT Marke-Webis Wevelgem
- 2024-2025: Hellvoc Hemiksem-Schelle